# Frieda Hauke

Frieda Hauke

Frieda Meta Emma Hauke, geb. Kirsch, (* 6. April 1890 in Breslau; † 15. August 1972 in Hemmingen-Westerfeld) war eine deutsche Politikerin der SPD.

## Leben und Beruf
Hauke wurde 1890 als Kind des Maschinenarbeiters Wilhelm Kirsch und dessen Ehefrau Emma geborene Schreiber in Breslau geboren. Nach dem Besuch der Volksschulen in Breslau und Kattowitz absolvierte Hauke, die evangelischen Glaubens war, eine Ausbildung zur Kontoristin bei einer privaten Handelsschule. Anschließend war sie zunächst als Kontoristin, dann bis zu ihrer Hochzeit 1909 mit Paul Hauke als Verkäuferin, tätig. Später arbeitete sie in der Fürsorgevermittlungsstelle der Stadt Kattowitz und nach Ende des Ersten Weltkrieges beim Demobilmachungsausschuss der Stadt Kattowitz.

## Abgeordnete
Hauke gehörte 1919/20 der Weimarer Nationalversammlung an. Anschließend war sie Reichstagsabgeordnete. Sie schied nach der Neuwahl der Abgeordneten im Wahlkreis Oppeln am 5. Dezember 1922 aus dem Parlament aus. 1949 gehörte sie der ersten Bundesversammlung an, die Theodor Heuss zum Bundespräsidenten wählte.